# نابولي موسم 2024–25
كان موسم 2024–25 هو الموسم التاسع والتسعين في تاريخ نادي نابولي، والموسم الثامن عشر على التوالي للنادي في الدوري الإيطالي. بالإضافة إلى الدوري المحلي، يشارك النادي في كأس إيطاليا.
لن يشارك نابولي في أي مسابقة أوروبية للمرة الأولى منذ موسم 2009–10.